# Coroa (monarquia)

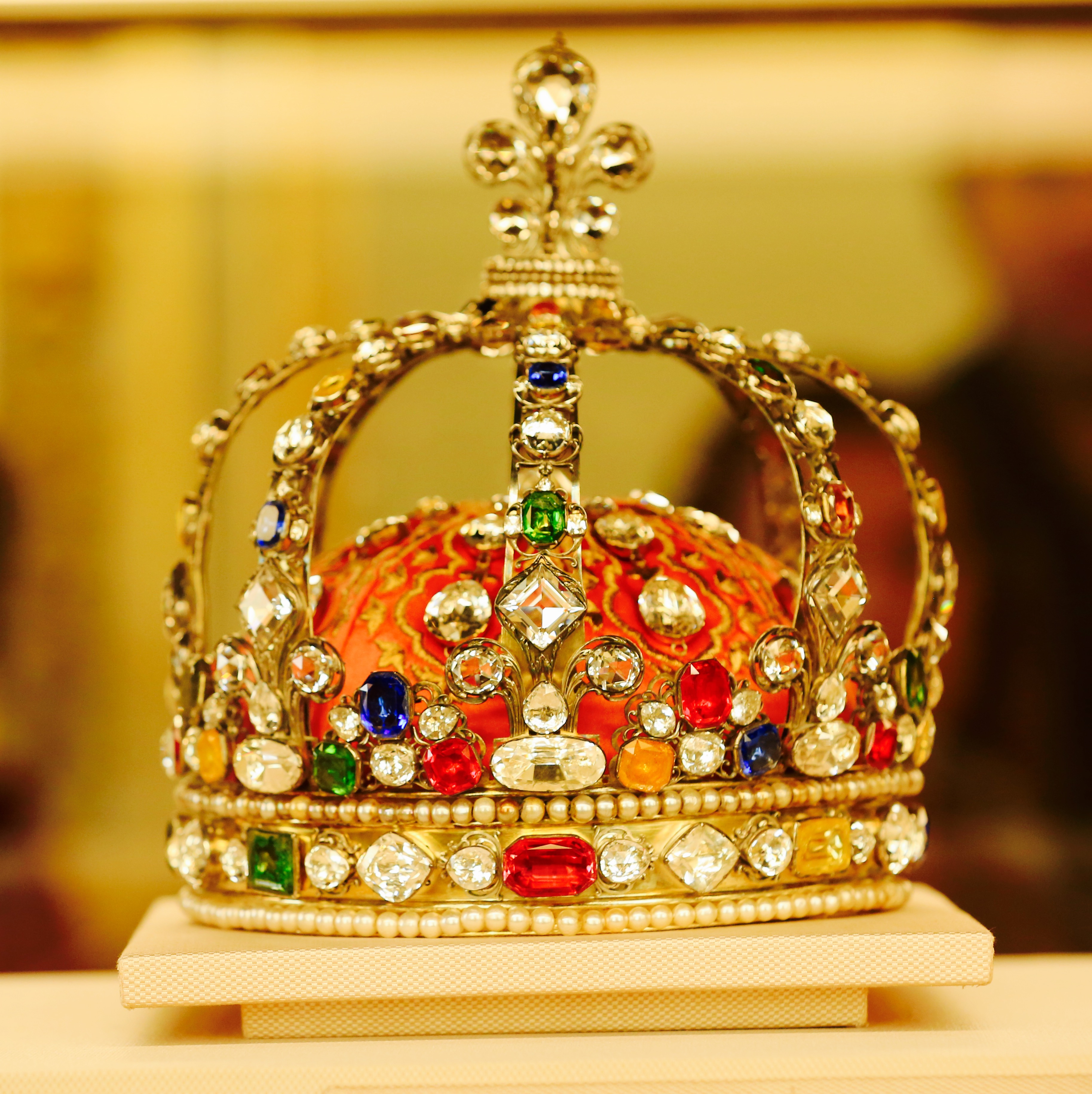
A coroa do rei Luís XV de França. No Museu do Louvre, Paris

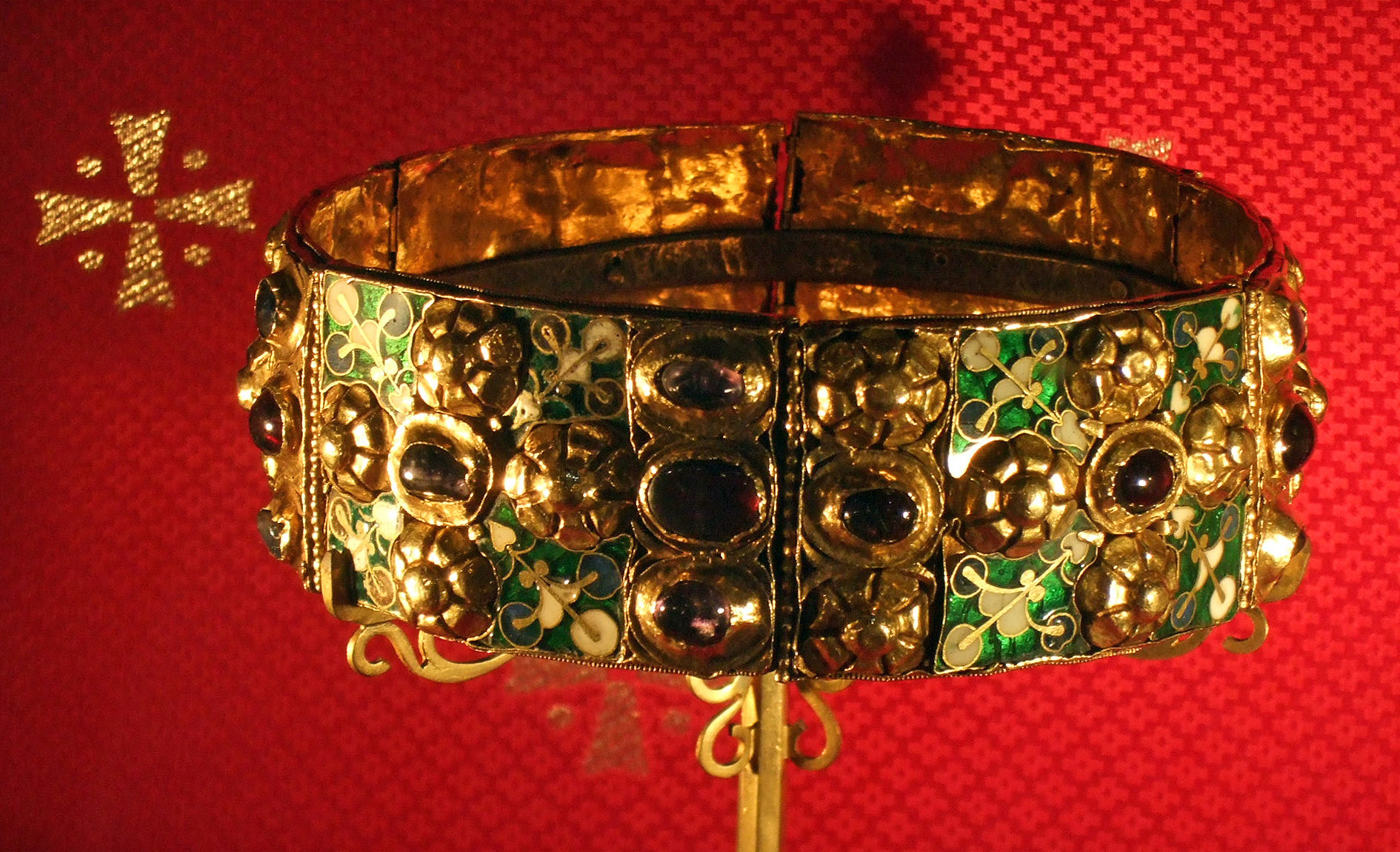
Coroa de Ferro dos Lombardos

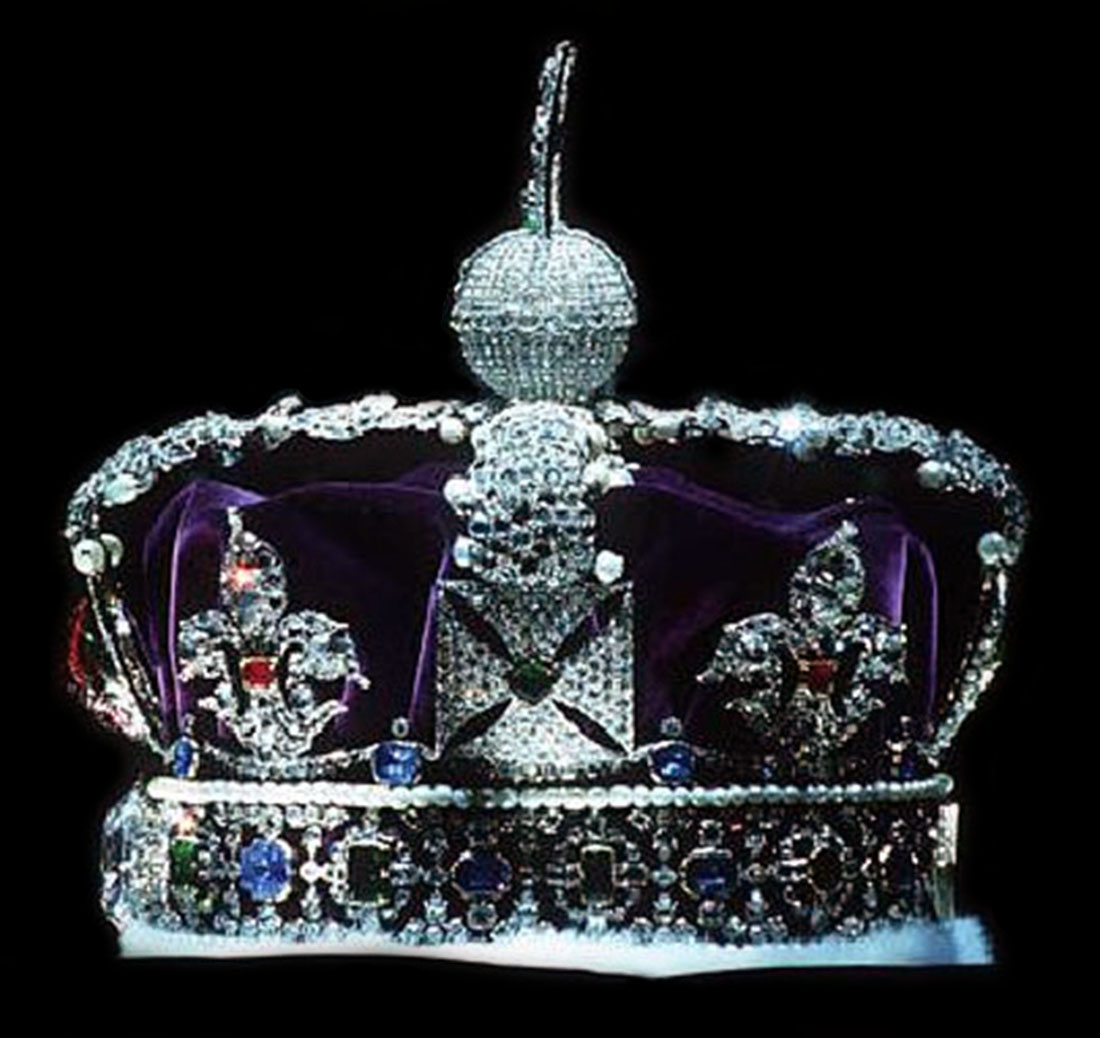
A Coroa Imperial do Estado do Reino Unido.

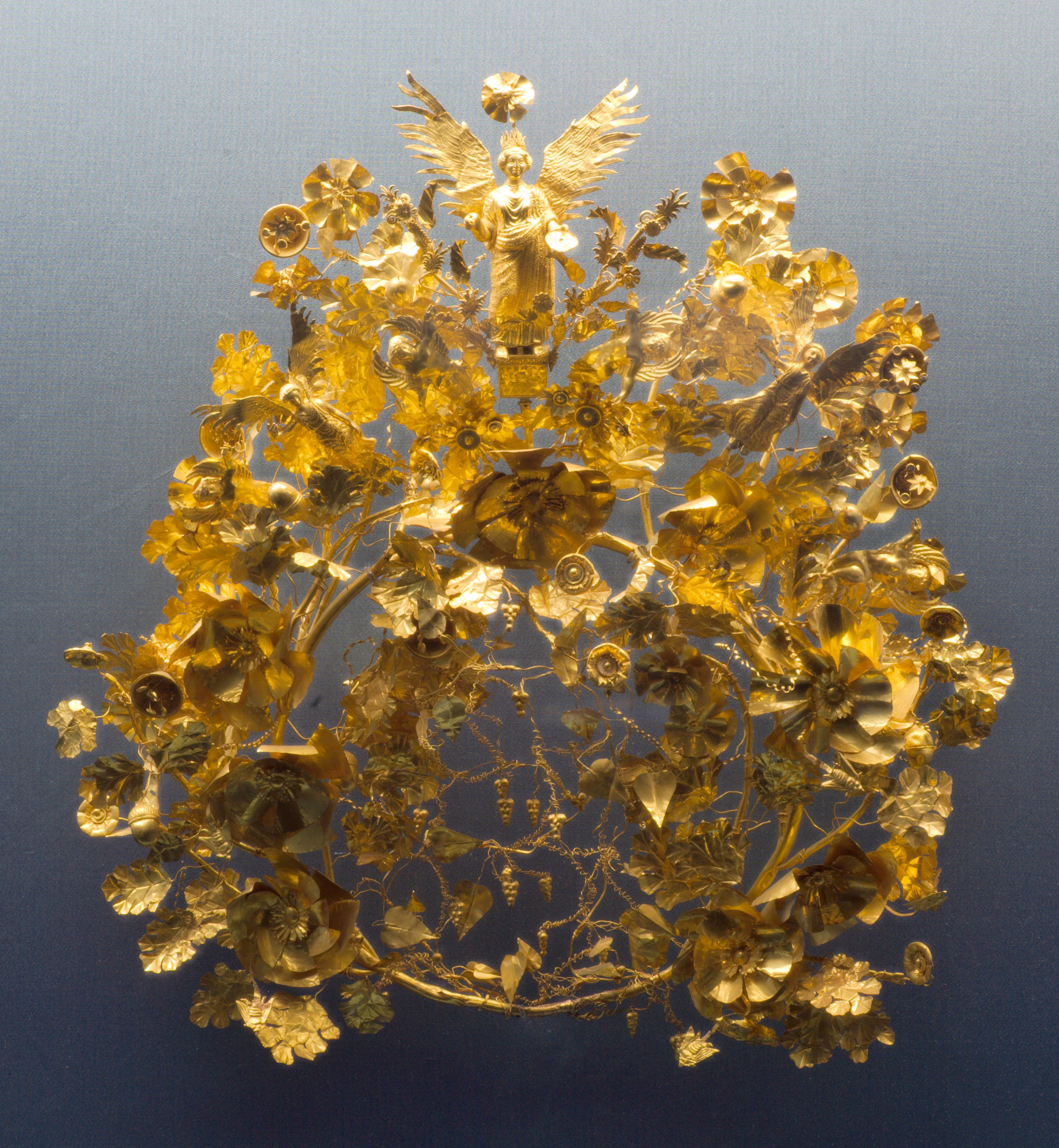
Grécia Antiga coroa funerária ou casamento, de ouro, 370-360 a.C. A partir de uma sepultura em Armento, Campânia

A coroa é um ornamento para a cabeça utilizado como símbolo de poder e legitimidade.
É uma regalia e é a forma simbólica tradicional utilizada por monarcas, integrantes da nobreza, santos e deuses, que representa: poder, legitimidade, imortalidade, justiça, vitória, triunfo, ressurreição, honra e glória da vida após a morte.

Coroa Imperial da Rússia.

A coroa como símbolo é também utilizada em heráldica, incluindo os brasões de vilas e cidades.
Na arte, pode-se representá-la como sendo oferecida aos homens por anjos. Além de sua forma tradicional, elas podem ser feitas de flores, estrelas, folhas de carvalho ou espinhos etc, de acordo com o que pretende simbolizar. Elas geralmente contêm joias.

## História
O uso de adornos de cabeça para indicar governantes data da pré-história, e pode ser encontrado em diversas civilizações, em diversas épocas. Por vezes, o objeto incorpora pedras e metais preciosos, mas há coroas de plumas (e.g., civilizações pré-colombianas) ou mesmo simples fitas apostas à cabeça.
Na Antiguidade Clássica, ofereciam-se coroas a indivíduos de destaque que não eram governantes, por exemplo a generais em triunfo ou a atletas - em geral, uma grinalda ou um diadema em forma de fita.
No Ocidente, a precursora da coroa foi uma fita chamada diadema, usada pelos imperadores persas aquemênidas, adotada em seguida pelo imperador Constantino, e utilizada por todos os imperadores romanos subsequentes.
Na tradição cristã das culturas bizantina e europeia, nas quais a aprovação eclesiástica sanciona o poder monárquico, quando um monarca sobe ao trono, realiza-se uma cerimônia de coroação, em que a coroa é posta sobre a cabeça do novo monarca por um sacerdote.
Os "príncipes da Igreja", os cardeais e mesmo os bispos usam sobre a cabeça, em cerimônias especiais, uma mitra, que é uma forma estilizada da coroa tradicional.
Já a tiara papal, a mais nobre das coroas, é atributo exclusivo dos papas.
O imperador Gungunhana, de Moçambique, usava uma coroa feita de cera, um produto de grande valor na região em épocas antigas.
Atualmente, apenas a monarquia britânica pratica a cerimônia de coroação, embora diversos países ainda mantenham coroas (o próprio objeto ou uma representação heráldica) como símbolo nacional.
Nas monarquias, o conceito de coroa pode designar, conforme o caso, o estado ou a casa real.

## Terminologia
Há três categorias distintas sobre o uso das coroas ou regalias do Estado:
- Coroação: usada pelo monarca aos ser coroado(ascensão ao poder);

- Estado: usado pelos monarcas em visita a outro Estado;

- Coroas de consorte: usado pelas rainhas consortes, posto concedido por protocolo cerimonial.

Obs.: na Antiguidade Clássica a coroa era, às vezes, atribuída a pessoas que não eram governantes, como forma de demonstrar triunfo militar de generais ou atletas. Era geralmente de grinalda ou diadema.

## Como um emblema

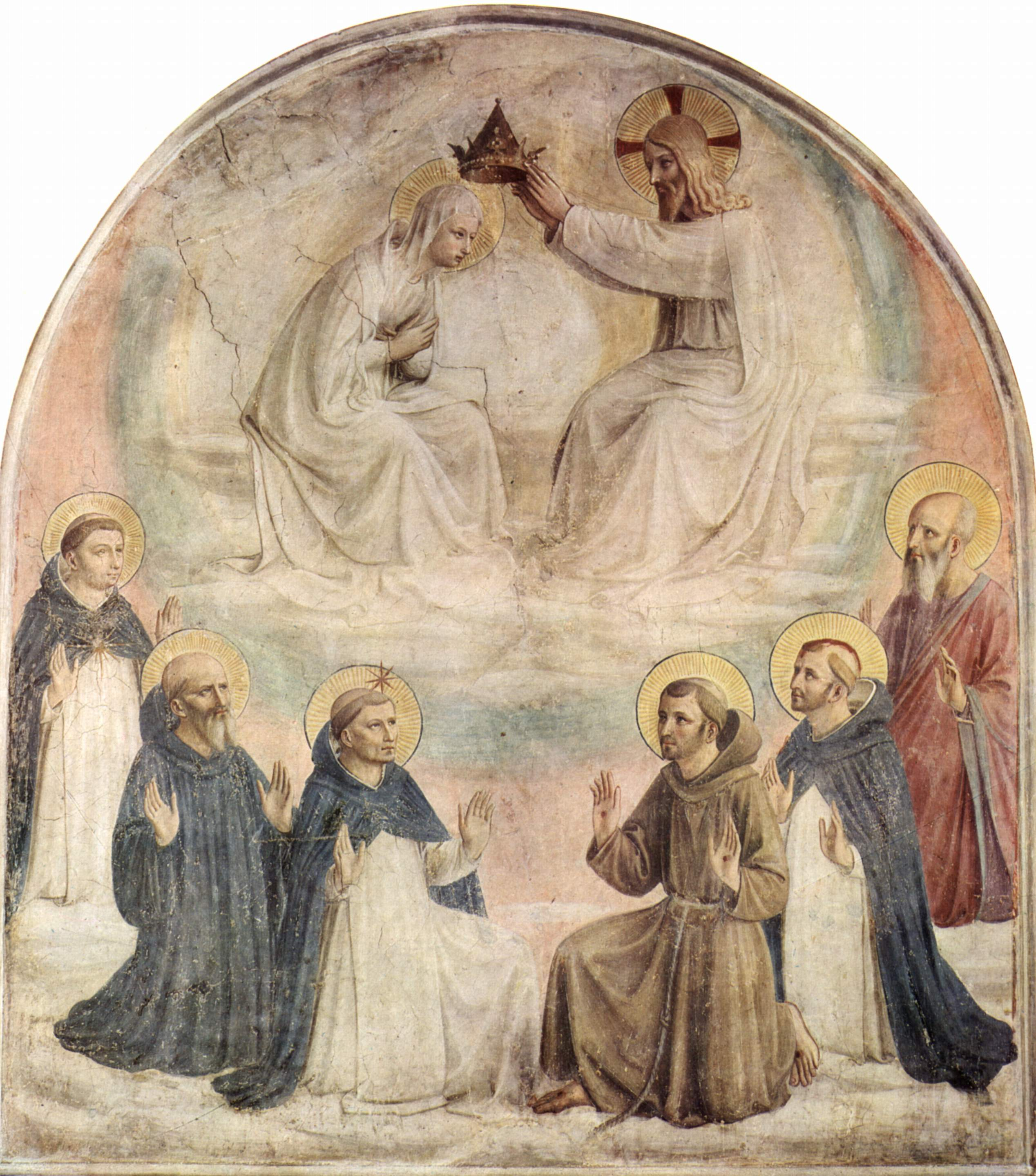
Coroação de Maria
Pintura de Fra Angelico, no Museo di San Marco, em Florença

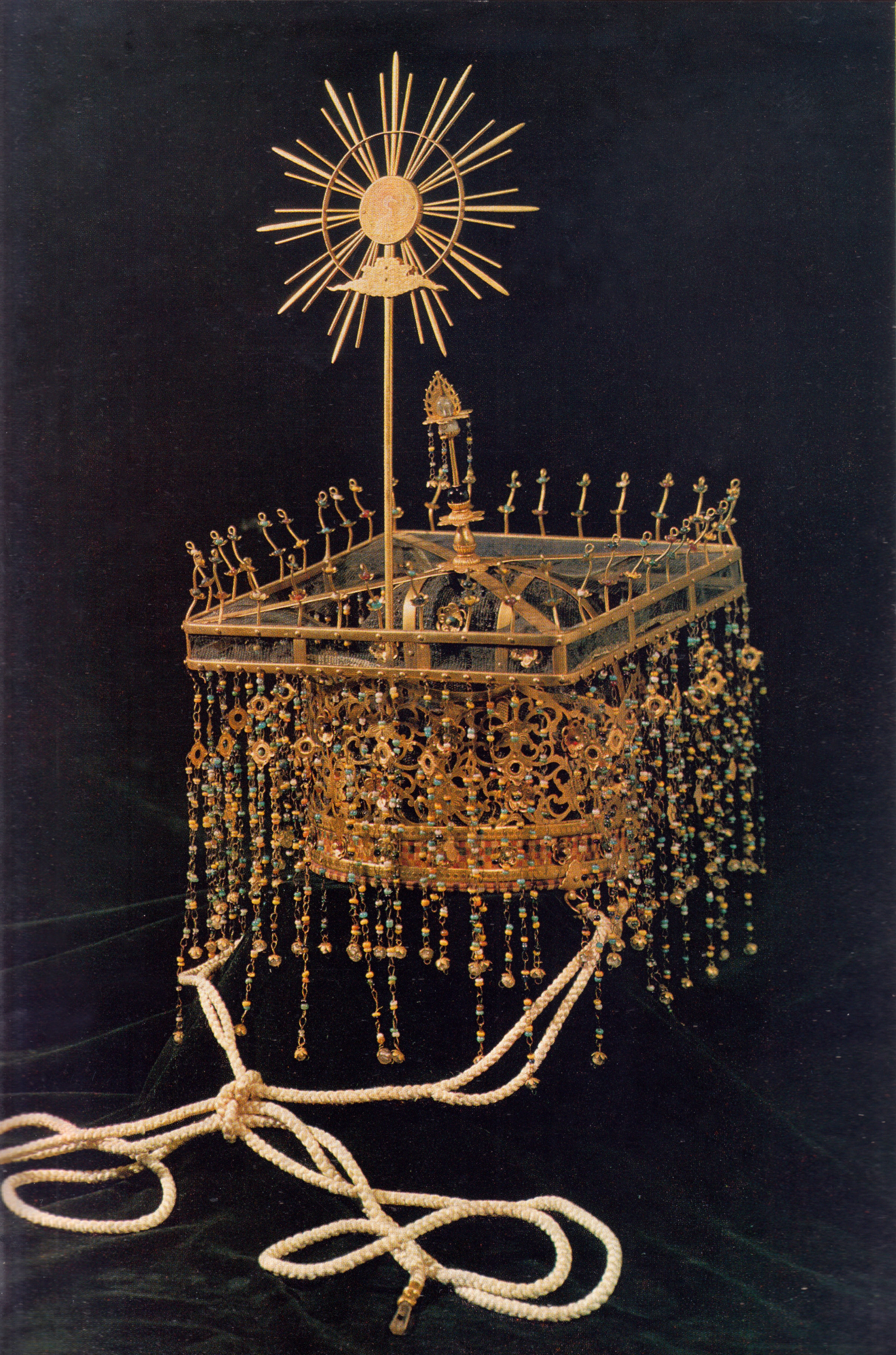
A coroa imperial do imperador japonês Komei (1831-1867)

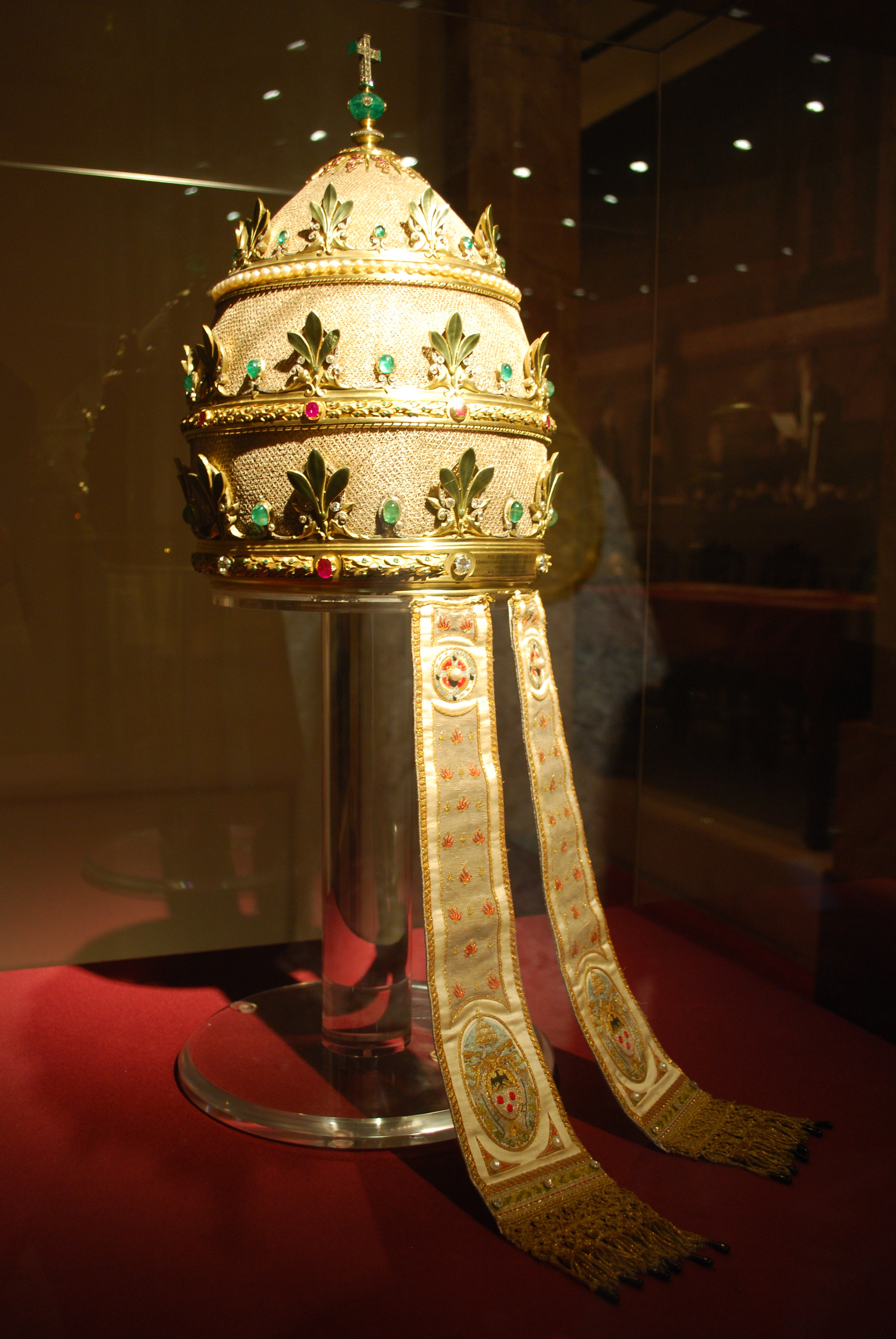
Tiara papal
Utilizada por Pio XI

A coroa é geralmente um emblema da monarquia. O monarca reinante ou itens aprovados por ele. A própria palavra é usada, particularmente em países da Commonwealth, como um nome abstrato para a monarquia em si, como distinto do indivíduo que nele habita (ver A Coroa).
Um tipo específico de coroa (ou coronel é utilizado para os escalões mais baixos do pariato). É empregada na heráldica sob regras estritas. Na verdade, algumas monarquias nunca tiveram uma coroa física(materialmente falando), apenas uma representação heráldica, como no Reino da Bélgica, onde nenhuma coroação nunca teve lugar, a "Instalação Real" é feita por um juramento solene no parlamento, vestindo um uniforme militar: o rei não é reconhecido como de direito divino, mas só assume o cargo público hereditariamente no serviço da lei, para que ele, por sua vez emposse todos os membros do "seu" governo federal.
- Fantasias - um chapéu imitando uma coroa de monarca. Essas coroas (traje) pode ser usado por atores que retrata um monarca, pessoas em festas à fantasia, ou ritual como "monarcas", como o rei do Carnaval, ou a pessoa que encontrou a bagatela de um bolo-rei.

- Na cerimônia de casamento dos ortodoxos orientais há uma seção chamada a coroação, em que o noivo e a noiva são coroados como "rei" e "rainha" do seu agregado futuro. Nos casamentos gregos, as coroas são diademas geralmente feito de flores brancas, sintéticas ou reais, muitas vezes adornadas com prata ou de madrepérola. Eles são colocados sobre as cabeças dos recém-casados e são mantidos juntos por uma fita branca de seda. Elas são, então, mantida pelo casal como um lembrete de seu dia especial. Nos casamentos eslavos, as coroas são feitas geralmente de metal ornamentado, projetado para assemelhar-se uma coroa imperial, e são mantidos acima da cabeças dos noivos por seus padrinhos. A paróquia possui normalmente um conjunto a ser usado para todos os casais, há uma vez que estes são muito mais caros do que no estilo coroas grego.

- As coroas são também frequentemente usados como símbolos de status de religioso ou veneração, por divindades (ou a sua representação como uma estátua) ou por seus representantes, por exemplo, a coroa preta do Karmapa Lama do budismo tibetano, por vezes, usou um modelo de maior utilização pelos devotos.

- Nossa Senhora das Dores usando uma coroa com um halo rodeada por estrelas ligado a ele, normalmente usado por estátuas da Virgem Maria.

- Uma coroa de espinhos, de acordo com a Bíblia, foi colocado sobre a cabeça de Jesus Cristo antes de sua crucificação e se tornou um símbolo comum do martírio. O rapper Kanye West levantou uma polêmica quando apareceu em fevereiro de 2006 capa da revista Rolling Stone com uma coroa de espinhos. O mesmo fez a cantora Madonna quando ela usava uma na noite de abertura de sua turnê mundial em maio 2006.[1]

- De acordo com a tradição católica a Virgem Maria foi coroada como "Rainha do Céu" depois de sua assunção no céu. Ela é frequentemente retratada com uma coroa, e estátuas dela em igrejas e santuários são cerimonialmente coroadas em maio.

- A coroa da imortalidade é uma metáfora em obras literárias e religiosas que tradicionalmente representa na arte como uma primeira coroa de louros e mais tarde como simbólica círculo de estrelas (muitas vezes uma coroa, tiara, halo ou auréola. A coroa aparece em uma série iconográfica de alegorias barrocas para indicar o utente a imortalidade) também é comum no simbolismo histórico.

- O símbolo heráldico de "Três Coroas", em referência aos reis magos, se acredita, assim, ter-se tornado o símbolo do Reino da Suécia, mas também se encaixa na história (pessoal, dinástica) da União de Kalmar (1397 - 1520), entre os três reinos da Dinamarca, Suécia e Noruega. Além de ser a coroa usada por papas representando a elevada importância de seu posto, como sucessores do apóstolo Pedro.

## Numismática
Várias denominações monetárias tornaram-se conhecidas como "coroa" (ou a palavra equivalente na língua local), devido ao fato de desenhos de coroa, individualmente ou parte de um projeto mais elaborado, aparecerem em suas moedas. Essa situação persiste no caso das moedas nacionais dos países escandinavos e na República Checa.
A coroa do Reino Unido tornou-se uma moeda comemorativa e, como em um valor de 25 libras passado foi cunhada em 1981, embora o tamanho ressuscitou por 5 peças libra.
O termo genérico "coroa empresas" é frequentemente utilizado por qualquer moeda ou menor do tamanho de um americano dólar de prata.

## Realeza e nobreza
Cada monarquia tem coroas e coronéis regulamentados ao seu pariato.

### Imperial, real e principesca
|           |     |         |
| Imperador | Rei | Infante |

### Pariato ibero-brasileiro
|       |         |       |          |       |
| Duque | Marquês | Conde | Visconde | Barão |

## Galeria

### Alemanha
|  | Imperador      |  | Imperatriz     |  | Príncipe Herdeiro  |
|  | Rei da Prússia |  | Rei da Baviera |  | Rei de Württemberg |

### Áustria
|  | Imperador |  | Príncipe |  | Duque |  | Marquês |
|  | Conde     |  | Visconde |  | Barão |  | Nobreza |

### Bélgica
|  | Rei   |  | Príncipe |  | Duque |  | Marquês   |
|  | Conde |  | Visconde |  | Barão |  | Cavaleiro |

### Brasil
|  | Imperador |  | Príncipe Imperial |  | Príncipe do Grão-Pará |  | Príncipe do Brasil |
|  | Duque     |  | Marquês           |  | Conde                 |  | Visconde           |
|  | Barão     |  |                   |  |                       |  |                    |

### Bulgária
|  | Rei |  | Rainha |

### Croácia
|  | Rei |

### Dinamarca
|  | Real    |  | Príncipe Heredeiro |  | Príncipe |
|  | Marquês |  | Coroa de Nobreza   |  |          |

### Egito

#### Antigo Egito
|  | Coroa Branca Hedjete |  | Coroa Vermelha Dexerete |  | Coroa Dupla Sejemti |  | Coroa Atef |

#### Moderno Egito
|  | Rei (Egito Dependente) |  | Rei (Egito Independente) |

### Espanha
|  | Rei     |  | Rei (Aragão, Catalunha, Baleares, Valência)     |  | Príncipe Herdeiro |  | Príncipe herdeiro (Aragão, Catalunha, Baleares, Valência) |
|  | Infante |  | Infante (Aragão, Catalunha, Baleares, Valência) |  | Grande da Espanha |  | Duque                                                     |
|  | Marquês |  | Conde                                           |  | Visconde          |  | Barão                                                     |
|  | Senhor  |  | Cavaleiro                                       |  |                   |  |                                                           |

### França

#### Reino da França
|  | Rei da França            |  | Delfim da França |  | Príncipe Real de Sangue  |  | Príncipe de Sangue |
|  | Duque Peer da França     |  | Duque            |  | Marquês e Peer da França |  | Marquês            |
|  | Conde e "Peer da França" |  | Conde            |  | Conde (antigo)           |  | Visconde           |
|  | Vidama                   |  | Barão            |  | Baronete                 |  | Cavaleiro          |

#### Império Francês
|  | Imperador (Primeiro Império) |  | Imperador (Segundo Império) |  | Príncipe Imperial |  | Príncipe  |
|  | Duque                        |  | Conde                       |  | Barão             |  | Cavaleiro |
|  | Baronete de Honra            |  |                             |  |                   |  |           |

#### Monarquia de Julho
|  | Rei dos Franceses |

### Grécia
|  | Rei |

### Hungria
|  | Rei |

### Itália

#### Reino de Itália
|  | Real     |  | Príncipe herdeiro |  | Príncipe de Saboia-Aosta |  | Príncipe de Saboia-Génova          |
|  | Príncipe |  | Duque             |  | Marquês                  |  | Conde                              |
|  | Visconde |  | Barão             |  | Nobre                    |  | Cavaleiro (com título hereditário) |
|  | Patrício |  | Província         |  | Cidade                   |  | Município                          |

#### Reinos deNápoles,Sícilia,Duas Sícilias
|  | Rei de Nápoles |  | Príncipe Herdeiro |  | Príncipe |

#### Grão-Ducado da Toscana
|  | Grão-duque da Toscana |

#### Estados italianos antes de 1861
|  | Coroa de San Marino |  | Coroa da Itália Napoleonica |  | Coroa de Ferro de Lombardy |
|  | Tiara papal         |  | Doge de Veneza              |  | Doge de Genova             |

### Jordânia
|  | Rei |

### Liechtenstein
|  | Príncipe |

### Luxemburgo
|  | Grão Duque |

### México
|  | Imperador (Primeiro Império) |
|  | Imperador (Segundo Império)  |

### Mônaco
|  | Príncipe |

### Noruega
|  | Coroa real |  | Coroa Real (após 1905) |  | Coroa Real (Escudo do Monarca) |  | Príncipe herdeiro |
|  | Conde      |  | Barão                  |  | Coroa de nobreza               |  |                   |

### Países Baixos
|  | Real               |  | Príncipe (Antiga) |  | Príncipe (Família real) |  | Príncipe (Nobre)           |
|  | Duque              |  | Marquês           |  | Conde                   |  | Conde (estilo alternativo) |
|  | Visconde Burggraaf |  | Barão             |  | Cavaleiro Ridder        |  | Coroa de Nobreza           |

### Polônia e Lituânia
|  | Rei |  | Príncipe |  | Nobreza |

### Portugal
|  | Rei   |  | Príncipe Heredeiro / Príncipe Real     |  | Príncipe da Beira |  | Príncipe (Infante) |
|  | Duque |  | Marquês                                |  | Conde             |  | Visconde           |
|  | Barão |  | Torse("coronel/coroa") de um cavaleiro |  |                   |  |                    |

### Reino Unido
|  | Coroa de Santo Eduardo                |  | Coroa Imperial do Estado      |  | Coroa Real da Escócia       |  | Coroa Real Tudor      |  | Príncipe Heredeiro                     |
|  | Príncipe (Filhos e Irmãos do Monarca) |  | Príncipe (Filhos do Herdeiro) |  | Príncipe (Netos do Monarca) |  | Duque                 |  | Marquês                                |
|  | Conde                                 |  | Visconde                      |  | Barão                       |  | Coroa do Rei de Armas |  | Torse("coronel/coroa") de um cavaleiro |

### Roménia
|  | Rei |  | Grão Príncipe da Transylvania |

### Rússia
|  | Coroa Imperial |  | Coroa da Imperatriz Ana |  | Coroa Monomakh   |  | Príncipe |
|  | Conde          |  | Barão                   |  | Coroa da Nobreza |  |          |

### Sacro Império Romano-Germânico
|  | Imperador               |  | Rei da Boêmia                               |  | Barrete Arquiducal            |  | Barrete Eleitoral mais velho      |
|  | Barrete Eleitoral Velho |  | Barrete Eleitoral Novo e Barrete Ducal Novo |  | Barrete Ducal da Estíria      |  | Coroa Ducal                       |
|  | Barrete Principesco     |  | Coroa Principesca                           |  | Coroa do Landgrave            |  | Coroa do Landgrave                |
|  | Antiga Coroa de Conde   |  | Nova Coroa do Conde                         |  | Velha Coroa do Barão/Freiherr |  | Mais Nova Coroa do Barão/Freiherr |
|  | Antiga Coroa da Nobreza |  | Nova Coroa da Nobreza                       |  |                               |  |                                   |

### Sérvia
|  | Rei |

### Suécia
|  | Real  |  | Real(heráldica) |  | Príncipe Herdeiro |  | Duque       |
|  | Conde |  | Barão           |  | Coroa da Nobreza  |  | Coroa mural |

### Outras coroas
|  | Grande Coroa da Vitória (Tailândia)          |  | Coroa Imperial de Cajar (Irã)          |  | Corona Imperial Pahlavi (Irã)                                   |  | Coroa de Aço (Roménia)            |
|  | Réplica da Coroa do Rei Boleslau I (Polônia) |  | Coroa de Estévão Bocsai (Transilvânia) |  | Coroa Real do Havai                                             |  | Coroa Real do Taiti               |
|  | Coroa Imperial do Brasil                     |  | Coroa Real da Finlândia                |  | Coroa Real da Rus-Ucrânia                                       |  | Coroa da Imperatriz da China      |
|  | Coroa Real de Tonga                          |  | Coroa Real da Geórgia                  |  | Coroa de estilo bizantino (kamelaukion) de Constança de Aragão. |  | Coroa Real da Escócia (heráldica) |

### Europa Central
|  | Coroa do Sacro Império           |  | Coroa do Sacro Império Antiga representação heráldica   |  | Coroa do Imperador Romano Germânico Moderna representação heráldica |  | Coroa Imperial Império Austríaco                      |
|  | Coroa de Santo Estêvão (Hungria) |  | Coroa de São Venceslau (Boêmia)                         |  | Soberano: Rei, Grão-Duque ou Príncipe                               |  | Barrete de Arquiduque (Antiga)                        |
|  | Barrete de Arquiduque (Moderna)  |  | Barrete Eleitoral (Primitiva)                           |  | Barrete Eleitoral (Antiga)                                          |  | Barrete Eleitoral e Ducal (Moderna)                   |
|  | Barrete Ducal de Estíria         |  | Coroa Ducal (antiga)                                    |  | Coroa de Duque                                                      |  | Barrete de Príncipe                                   |
|  | Coroa de Príncipe                |  | Coroa de Landgrave (com forro)                          |  | Coroa de Landegrave (sem forro)                                     |  | Coroa de Landegrave (moderna)                         |
|  | Coroa dos Príncipes Mediatizados |  | Coroa de Conde (Antiga)                                 |  | Coroa de Conde (Moderna)                                            |  | Coroa de Barão Freiherr                               |
|  | Coroa de Barão (Antiga)          |  | Coroa de Nobreza (Antiga)                               |  | Coroa de Nobreza (Moderna)                                          |  | Coroa mural                                           |
|  | Coroa naval                      |  | Coroa Real dos territórios que formavam o Sacro Império |  | Coroa Grã-ducal dos territórios que formavam o Sacro Império        |  | Coroa para detentores do estilo de Alteza Sereníssima |

## Igreja Católica

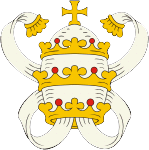
Tiara papal (ou tríplice coroa)
cardeal
Patriarca
Arcebispo Metropolitano
Arcebispo
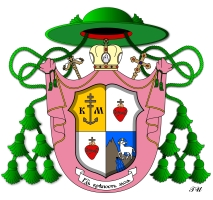
Católicos Orientais, combinam elementos orientais e ocidentais na heráldica eclesiástica
Bispo
Abade